# Isuzu

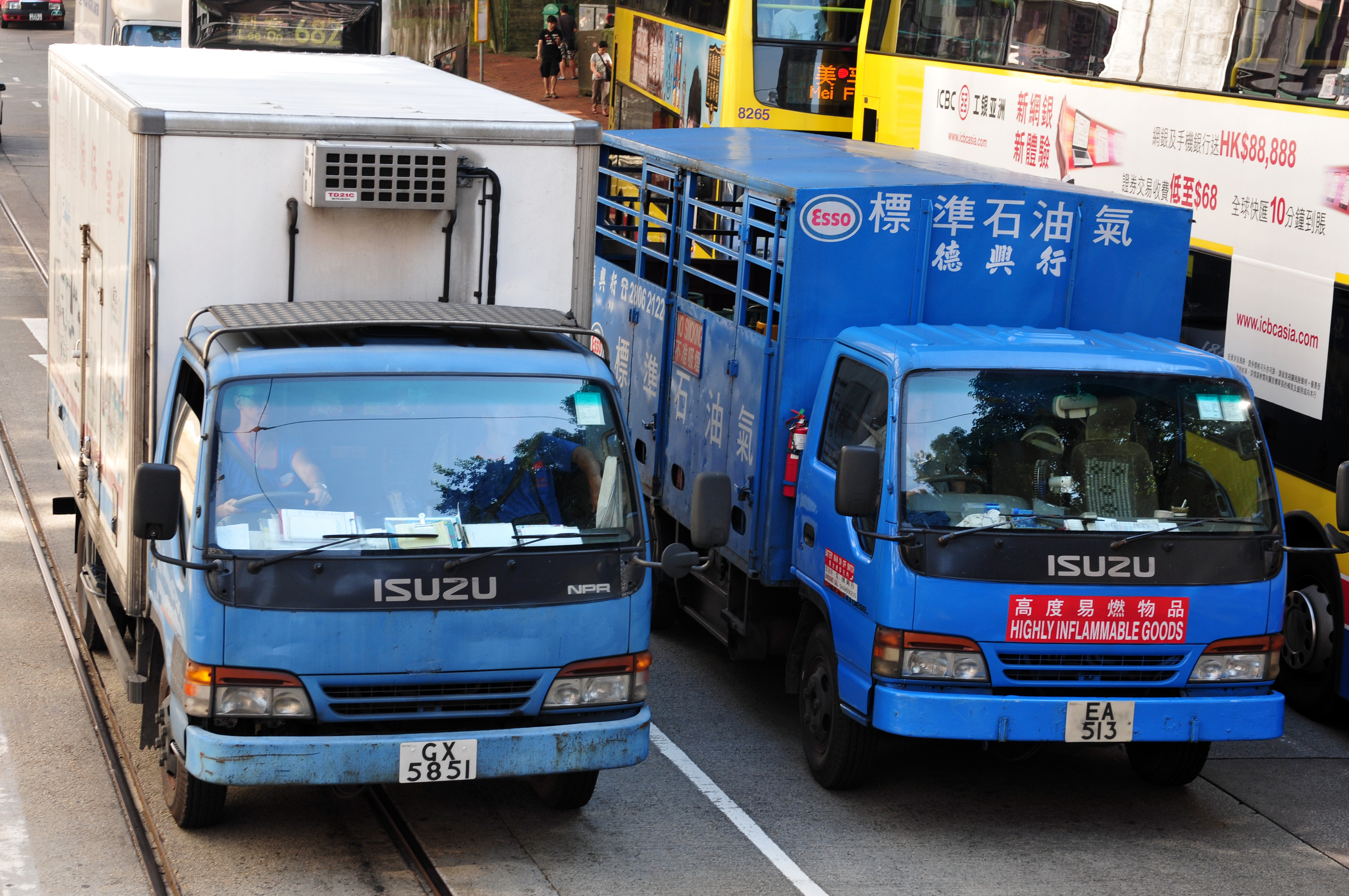
Isuzu v Hongkongu 2013

Isuzu Motors Ltd. (japonsky いすゞ自動車株式会社, Isuzu Jidoša Kabušiki-gaiša) je japonský výrobce osobních a nákladních automobilů (včetně těžkých nákladních automobilů), s centrálou sídlící v Tokiu. Výrobní a montážní závody má v japonském městě Fujisawa a v prefekturách Točigi a Hokkaidó. Firma Isuzu je známá výrobou užitkových vozů a vznětových motorů – jen v roce 2003 vyrobila 16 milionů vznětových motorů používaných ve vozidlech po celém světě.
Ve většině Asie, Afriky a Evropy je Isuzu nejznámější svými užitkovými vozy všech velikostí, poté co se prodeje malých vozů Isuzu drasticky propadly a firma Isuzu koncem 90. let 20. století ukončila prodej sedanů a kompaktních automobilů. Ve Spojených státech je značka Isuzu nejvíce spojována s vozy Chevrolet Colorado prodávanými jako Isuzu i-290 a i-370 a také s vozem Envoy prodávaným jako Isuzu Ascender. Toto jsou nyní jediné osobní vozy, které Isuzu v USA prodává. Isuzu jako automobilka se vždy zaměřovala na výrobu malých až středních osobních automobilů a na nákladní vozy od středních nahoru, ovšem světové trhy ukazují jiné potřeby. Isuzu má smlouvu s Budget Truck Rental na výrobu nákladních vozů k pronájmu. Tento kontrakt sdílí s firmami Ford, General Motors a Navistar International.
7. listopadu 2006 koupila Toyota 5,9 % společnosti Isuzu, a stala se tak třetím největším akcionářem po firmách ITOCHU a Mitsubishi.